# Perobal
Perobal este un oraș în Paraná (PR), Brazilia.